# Río Norte
Río Norte är en ort i Mexiko.   Den ligger i kommunen San Luis Río Colorado och delstaten Sonora, i den nordvästra delen av landet, 2 100 km nordväst om huvudstaden Mexico City. Río Norte ligger 17 meter över havet och antalet invånare är 409.
Terrängen runt Río Norte är mycket platt. Runt Río Norte är det glesbefolkat, med 19 invånare per kvadratkilometer. Närmaste större samhälle är Guadalupe Victoria, 14,7 km väster om Río Norte. Trakten runt Río Norte består till största delen av jordbruksmark.